# Есмагамбетов, Булат Жолдасович
Булат Жолдасович Есмагамбетов (каз. Болат Жолдасұлы Есмағамбетов; 1 апреля 1968, Аральск, Казахская ССР, СССР) — казахстанский футболист, тренер и футбольный функционер.

## Биография
В начале 90-х играл за петербургские клубы «Галакс», «Космос», «Локомотив». В последующем также играл в высшем дивизионе Казахстана и клубах Финляндии.
За сборную Казахстана по футболу провёл семь матчей, забив три гола.
В 2000-х начал тренерскую карьеру, в том числе работал главным тренером клубов «Цесна», «Елимай», «Кайсар», «Кызылжар», занимал административные должности в «Кайрате» и «Кайсаре».

## Достижения

### В качестве игрока
- Чемпион Казахстана: 1997 в составе «Иртыша»

### В качестве функционера
- Чемпион Первой лиги Казахстана: 2013